# سن-پیر-له-بکه، کبک
سن-پیر-له-بکه (به فرانسوی: Saint-Pierre-les-Becquets) شهری در منطقه شهری بکانکور ناحیه سانتر-دو-کبک در استان کبک کانادا است. در سرشماری سال ۲۰۱۱ این شهر ۱٬۲۰۵ نفر جمعیت داشته‌است و مساحت آن ۴۳ کیلومتر مربع است.